# Cilincing (onderdistrict)
Cilincing is een onderdistrict (kecamatan) van Jakarta Utara in het noorden van Jakarta, Indonesië.

## Verdere onderverdeling
Het onderdistrict Cilincing is verdeeld in 7 kelurahan:
1. Kali Baru, postcode 14110
2. Cilincing, postcode 14120
3. Semper Barat, postcode 14130
4. Semper Timur, postcode 14130
5. Sukapura, postcode 14140
6. Rorotan, postcode 14140
7. Marunda, postcode 14150

## Bezienswaardigheden
- Al Alam Moskee, ook wel Si Pitung Moskee genoemd, een houten mokee gebouwd in de 18e eeuw.
- Aulia Marunda Moskee, gebouwd in de 17e eeuw.
- Het graf van kapitein Tete Jonker[1]
- De haven van Kalibaru
- Kampung Marunda
- Langgar Tinggi, ook wel Rumah Si Pitung, een rood houten huis op stelten gebouwd in de 20e eeuw.